# Thanatus rayi
Thanatus rayi là một loài nhện trong họ Philodromidae.
Loài này thuộc chi Thanatus. Thanatus rayi được Eugène Simon miêu tả năm 1875.